# AC58槍榴彈
AC58（英語：Anti-Char, 58 mm）是一款由法国武器製造商Luchaire SA所研製、現由奈克斯特系統公司所生產，目前被法國陸軍使用的反坦克22毫米槍榴彈。它的法軍正式番號為Grenade à fusil antichar de 58 mm Mle F1 PAB。

## 設計
AC58的彈身包括採用了锥形装药戰鬥部的彈頭。另外，用於穩定飛行姿態的彈尾尾翼設置在後端部。引爆是由彈尖撞擊和鹼熔絲（PIBD引信）激活啟動，在發射之前需要移除保險針。
1977年，Luchaire設計了AC58，用以取代1961年設計、而在當時已經過時的STRIM 65槍榴彈。

## 衍生型
AC58存在著兩個版本：
- F1型：舊型號，必須藉由空包彈發射。
- F2型：目前型號，裝上了彈頭捕捉器，可直接使用實彈發射。

## 使用
發射時，首先將AC58 F2的尾管插入FAMAS或任何北約STANAG步槍的槍口。其次，將步槍點向目標。最後，擊發步槍子彈。子彈彈頭因撞擊彈頭捕捉器時被直接阻擋而產生的反作用力以及膨脹的高壓氣體會將榴彈從步槍槍口發射出去並且起爆。
AC58槍榴彈用於直接射擊。在最佳角度之下，AC58貫穿軋壓均質裝甲和混凝土的深度能達到350毫米（13.78英吋）和800毫米（31.5英吋）。
FAMAS可以裝上標尺式照準儀瞄具作直接射擊，這時可在75或100米距離發射槍榴彈。
AC58的彈頭也被Luchaire黃蜂58個人反裝甲／突擊武器所使用。

## 資料來源
1. 1 2 3 4  .   [2020-09-24]. （原始内容存档于2020-06-18）.
2. ↑  Weeks, John (编). . . London: Macdonald and Jane's. 1979: 331. ISBN 978-0531039052. The main object has been to develop a new anti-tank grenade to replace the now obsolete 65 AC 28 R2 model

- TTA 150, p. 109

## 外部連結
- （英文）—Military, Security and Civilian Guns and Equipment—AC58 (Anti-Char, 58mm) - Anti-Tank Rifle Grenade（页面存档备份，存于）